# Writers Guild of America
Writers Guild of America, eller blot WGA, er en amerikansk fagforening der repræsenterer manuskriptforfattere inden for film og tv-serier, og ansatte inden for tv og radionyheder. Foreningen er delt i en vest- og en østdel, der deraf ofte er forkortet som WGAw og WGAe. I 2006 havde vestafdelingen 7.641 medlemmer, mens østafdelingen havde 3.770. WGAw repræsenterer hovedsageligt forfattere i og omkring Hollywood og det sydlige Californien, mens WGAe primært håndterer New York City og omegn. Begge afdelinger står for afviklingen af Writers Guild of America Awards, der årligt har prisbelønnet enestående præstationer i film og tv, siden 1949. Writers Guild of America er desuden partner med IMDb.
I 2007 opstod en omfattende strejke i Hollywood, der endte med at lamme adskillige film og tv-serieproduktioner. Strejken opstod på grund af kollapsede forhandlinger mellem WGA og Alliance of Motion Picture and Television Producers, og varede indtil begyndelsen af 2008. Amerikanske tv-transmission stod derfor uden manuskriptbaseret tv i flere måneder, og adskillige serier blev taget af deres respektive sendeflader.

## Historie
Writers Guild of America, West blev grundlagt i 1921, og East i 1951.

## Strejken i 2007 og 2008
Den 5. november 2007 indledte forfatterne deres strejke mod Alliance of Motion Picture and Television Producers, og den sluttede først ca. 100 dage senere, den 12. februar 2008. AMPTP er en handelsorganisation bestående af blandt andet CBS Corporation, Sony Pictures Entertainment, Warner Brothers og Walt Disney Company, og repræsenterede under strejken knapt 400 amerikanske tv- og filmproducere. Forhandlingerne mellem WGA og AMPTP kollapsede på grund af uenighed om distribution af film og tv på nyere medier, såsom internettet.
Strejken ramte størstedelen af manuskriptbaserede film og tv-serier, og er i op til flere rapporter påstået at medføre tab på flere milliarder danske kroner. Serier som Desperate Housewives, Lost, Two and a Half Men, C.S.I., CSI: Miami, CSI: New York og Numb3rs oplevede alle et knæk midt i deres sæsoner, fordi kun et givent antal af manuskripterne lå færdige, da strejken blev indledt. Efter strejken afslutning nåede flere af de ramte serier alligevel at opfylde deres kvote af episoder, omend blandt andet Lost mistede to, der er udskudt til senere sæsoner. Prison Break-holdet fik kun leveret 13 af 22 bestilte afsnit, men vender tilbage til en fjerde sæson, og Fox Networks nye Terminator: The Sarah Connor Chronicles manglede fire afsnit, men blev fornyet til en anden sæson.

## Kreditering
WGA håndterer også kreditering på tv-serier og film for sine medlemmer, og har defineret et sæt regler for hvordan manuskriptforfattere skal præsenteres. Processen er normalt, at produceren sender et udkast til krediteringen når en optagelserne er overstået. Hvis nogle involverede forfattere er uenige eller lignende konflikter opstår, vil en komité hos WGA læse alle udkast af manuskriptet og eventuelle supplerende materialer, for at bestemme de officielle krediteringer. Hvis der ikke er noget kildemateriale (novelle, skuespil, artikel, osv.) og alle forfattere får kredit for både historie og manuskript, skrives der "Written by." Termen "Story by" bruges når den basiske struktur i narrativet originalt er skrevet med intention om at lave en film, men hvor det egentlige manuskript har en eller andre forfattere. Hvis eksisterende kildemateriale bruges som springbræt til at lave noget relativt anderledes fra kilden, bruges "Screen story" eller "Television story." De sidste krediteringer der kan tildeles er "Screenplay by" eller "Teleplay by," der gives til forfatteren af manuskriptet, såfremt det tidligere nævnte "Story by"-credit er brugt. I særlige tilfælde kan "Adaption by" benyttes til den forfatter, der udformer manuskriptet uden at kvalificere sig til andre krediteringer. Der findes også specielle mærkater til tv-programmer, herunder dokumentarer. Inden for alle kategorierne gælder, at medlemmer fra samme forfatterstab eller -team sammensluttes af "&", mens forfattere der har arbejdet på andre udkast sammensluttes med "and."
Eksempelvis da Lost blev skabt, stod Jeffrey Lieber indledningsvist for at lave udkastet, men netværket var ikke tilfredse, og hyrede i stedet J.J. Abrams og Damon Lindelof. Da Abrams og Lindelof var under tidspres, og ikke kunne skabe serien fra bunden, besluttede WGA, at skaber-krediteringen lød: "Jeffrey Lieber and J.J. Abrams & Damon Lindelof." Lieber er sammensluttet med Abrams og Lindelof via "and," fordi han arbejdede på et separat udkast, mens Lindelof og Abrams netop samarbejdede, og der er sammensluttet af "&".

## Fodnoter
1. ↑  U. S. Department of Labor
2. ↑  IMDb's partnerbeskrivelse af Writers Guild of America. Hentet 10. juli 2008.